# Bogdan Dolnicki
Bogdan Dolnicki (ur. 5 sierpnia 1956 w Zabrzu) – polski prawnik, nauczyciel akademicki, profesor nauk prawnych, radca prawny, profesor zwyczajny na Wydziale Prawa i Administracji Uniwersytetu Śląskiego (WPiA UŚ), członek Centralnej Komisji do Spraw Stopni i Tytułów, specjalista w zakresie prawa administracyjnego i prawa samorządu terytorialnego.

## Życiorys
W 1979 ukończył studia na kierunku prawo na WPiA UŚ. Na tym samym Wydziale w 1985 na podstawie napisanej pod kierunkiem Karola Podgórskiego rozprawy pt. Sprawność i demokratyzm w strukturze i działaniu polskiej administracji terenowej uzyskał stopień naukowy doktora nauk prawnych w zakresie prawa. W 1994 na podstawie dorobku naukowego oraz rozprawy pt. Nadzór nad samorządem terytorialnym Rada Wydziału Prawa i Administracji UŚ nadała mu stopień naukowy doktora habilitowanego nauk prawnych. W 2000 uzyskał tytuł naukowy profesora nauk prawnych.
Został kierownikiem Katedry Prawa Samorządu Terytorialnego WPiA UŚ. Podjął wykłady w Beskidzkiej Wyższej Szkole Umiejętności w Żywcu i w Wyższej Szkole Biznesu w Dąbrowie Górniczej.
W kadencji 2013–2016 był członkiem Centralnej Komisji do Spraw Stopni i Tytułów w Sekcji I – Nauk Humanistycznych i Społecznych. W 2016 został ponownie wybrany w skład tego gremium na kadencję 2017–2020.
Pod jego kierunkiem stopień naukowy doktora uzyskali m.in. Grzegorz Łaszczyca (1999) i Anna Wierzbica (2005).
Od 1984 jest radcą prawnym. Prowadzi kancelarię w Bielsku-Białej.

## Wybrane publikacje
- Partycypacja społeczna w samorządzie terytorialnym (red. nauk.), Warszawa : Lex a Wolters Kluwer business, 2014.
- Formy współdziałania jednostek samorządu terytorialnego (red. nauk.), Warszawa: Lex a Wolters Kluwer business, 2012.
- Samorząd terytorialny, wyd. 5, Warszawa: Lex a Wolters Kluwer business, 2012.
- Ustawa o samorządzie województwa. Komentarz, (red. nauk.), Warszawa: Wolters Kluwer Polska, 2012.
- Ustawa o samorządzie gminnym. Komentarz, (red. nauk.), Warszawa: ABC a Wolters Kluwer business, 2010.
- Samorząd terytorialny, Wyd. 4, Warszawa: Wolters Kluwer, 2009.
- Ustawa o samorządzie powiatowym. Komentarz, (red. nauk), Wyd. 2, Warszawa: Wolters Kluwer business, 2007.
- Władza i finanse lokalne w Polsce i krajach ościennych, (red. nauk. wspólnie z Eugeniuszem Ruśkowskim), Bydgoszcz: Oficyna Wydawnicza "Branta", 2007.
- Administracja pod wpływem prawa europejskiego. XIV Niemiecko-Polskie Kolokwium Prawników Administratywistów, Katowice 14–17 września 2005 roku, (red. nauk.), Bydgoszcz: Oficyna Wydawnicza "Branta", 2006.
- Samorząd terytorialny, Wyd. 3, Kraków: Kantor Wydawniczy Zakamycze, 2006.
- Ustawa o samorządzie powiatowym. Komentarz (współautor), Kraków: "Zakamycze", 2005.
- Znaczenie orzecznictwa w systemie źródeł prawa. Prawo europejskie a prawo krajowe. XIII Niemiecko-Polskie Kolokwium Prawników Administratywistów, Rostock 17–20 września 2003 roku, (red. nauk.), Bydgoszcz: Oficyna Wydawnicza "Branta", 2005.
- Organy monokratyczne a kolegialne w samorządzie terytorialnym, Warszawa : Stow. Edukacji Administracji Publicznej, 2003.
- Realizacja prawa dostępu do informacji publicznej w jednostkach samorządu terytorialnego, Katowice: Śl. Wydaw. Naukowe, 2003.
- Samorząd terytorialny, Wyd. 2 popr. i uzup., Kraków: Kantor Wydawniczy Zakamycze, 2003.
- Samorząd terytorialny, Kraków: Kantor Wydawniczy Zakamycze, 2001.
- Samorząd terytorialny. Zagadnienia ustrojowe, Kraków: Kantor Wydawniczy "Zakamycze", 1999.
- Modele samorządu terytorialnego w Europie i w Polsce, Katowice 1994.
- Nadzór nad samorządem terytorialnym, Katowice: Uniwersytet Śląski, 1993.
- Rada gminy i jej kompetencje, Katowice 1990[8].